# .bb
Pour les articles homonymes, voir BB.
.bb est le domaine de premier niveau national (country code top level domain : ccTLD) réservé à la Barbade.